# Ilyč
Lo Ilyč (in russo Илыч?) è un fiume della Russia europea settentrionale, affluente di destra della Pečora. Scorre nel Troicko-Pečorskij rajon della Repubblica dei Komi.

## Descrizione
Ha origine da una palude sulle pendici orientali della catena Timiz nel versante occidentale degli Urali settentrionali. Scorre inizialmente in direzione sud e sud-sud-est longitudinalmente alla catena montuosa; verso metà corso entra in una profonda valle con coste ripide e rocciose e compie una brusca svolta, assumendo direzione occidentale; nel basso corso, scorre in una zona di pianura spesso interessata da impaludamenti, prima di sfociare nell'alto corso della Pečora, a 1 400 km dalla foce, vicino al villaggio di Ust'-Ilyč. Il fiume ha una lunghezza di 411 km; l'area del suo bacino è di 16 000 km². I maggiori affluenti sono il Kogel' (lungo 193 km) e il Sar"ju (91 km) ambedue provenienti dalla destra idrografica.
Il fiume è gelato mediamente dai primi di novembre alla fine di aprile, periodo in cui la sua portata raggiunge i minimi annui; la tarda primavera e l'inizio dell'estate sono invece i periodi di massima portata. Nel corso inferiore, dove il fiume è navigabile, si trovano alcuni insediamenti. La riva sinistra del fiume è interessata dalla vasta riserva naturale della Pečora e dell'Ilyč (Печоро-Илычский заповедник) che ospita un allevamento di alci.